# Poniatowicze
Poniatowicze – wieś w Polsce położona w województwie podlaskim, w powiecie sokólskim, w gminie Sokółka. 
W 1563 roku król Zygmunt August nadał szlachcie część Molawicy (Puszczy Molawickiej), na której powstały Poniatowicze i Puciłki.
Dawny zaścianek w powiecie sokólskim województwa białostockiego II Rzeczypospolitej.
W latach 1975–1998 miejscowość administracyjnie należała do województwa białostockiego.
Wierni kościoła rzymskokatolickiego należą do parafii Narodzenia Najświętszej Maryi Panny w Kundzinie.